# NGC 3728
NGC 3728 este o emission-line galaxy⁠(d) situată în constelația Leul. A fost descoperită în 10 aprilie 1785 de către William Herschel. Se află la o distanță de 99,57 de megaparseci de Pământ.